# 文汶
文汶（1980年9月30日—），本名張懷文，為臺灣女演員。

## 生平經歷
出身南投縣政治世家，爺爺是歷任兩屆的南投縣議會議長張振傳。
參與過多部偶像劇演出，也拍過不少廣告，其中更以黛安芬廣告中因胸部不小心被男生撞到，但竟喊「好舒服」，而被封為「舒服妹」。
2006年，曾在台北市西門町開設服裝店「文汶衣鋪」。
之後轉而到中國大陸發展，在2010年1月拍攝《等到勝利那一天》時因重摔地面導致胰臟破裂。因術後留下了約20公分的傷疤，於是在同年的8月再找醫師美容傷疤。在休息1年半後才重回演藝圈。
2011年，考上弘光科技大學化妝品科技研究所，攻讀第二個碩士學位。
2012年，因演出民視《風水世家》中的張佩琪一角而引起廣泛討論。
2013年，公開與同為演員的吳皓昇的戀情。
2014年，成立猴爺文創研發自創品牌的保養品。
2017年，與吳皓昇愛情長跑8年，先去法國蜜月旅行10天後拍攝婚紗照，隔年2月將辦婚宴。
2018年2月10日，和吳皓昇結婚，專注經營猴爺文創研發產品，並成立猴爺影視籌劃戲劇影像製作。
2019年，考上長庚大學企業管理研究所博士班，攻讀博士學位。
2022年，宣布懷孕。

## 電視劇
| 年份 | 頻道       | 劇名                                  | 角色          |
| 2000 | 台視       | 台灣風雲 - 拍案驚奇系列-刑事第六感    | 真理子        |
| 2000 | 華視       | 麻辣鮮師                              | 馮筱媛        |
| 2000 | 華視       | 台灣靈異事件－搶救鐵頭刑警            | 可可          |
| 2000 | 台視       | 上錯樓梯睡錯床                        | 許太平        |
| 2001 | 公視       | 大醫院小醫師                          | 小小          |
| 2001 | 華視       | 霹靂大夫俏護士                        | 甜甜          |
| 2001 | 台視       | 望鄉                                  | 林雅雲        |
| 2002 | 民視       | 超人氣學園                            | 周春琳        |
| 2002 | 華視       | U-TOUCH四號宿舍                       | 宜君          |
| 2002 | 華視       | 台灣靈異事件－活見鬼                  | 黃小春        |
| 2003 | 中視       | Hi 上班女郎                           | 夏薇琪        |
| 2003 | 民視       | 新玫瑰瞳鈴眼－色戒                    | 張美秀        |
| 2003 | 民視       | 家有日本妻                            | 念念          |
| 2003 | 華視       | 狂愛龍捲風                            | 馬莉          |
| 2004 | 華視       | 情人看招                              | 田糖糖        |
| 2006 | 民視       | 夫妻天註定                            | 陳巧芬        |
| 2006 | 衛視中文台 | 驚異傳奇－惡魔茱麗葉                  | 劉莉婷        |
| 2006 | 衛視中文台 | 驚異傳奇－人皮面具                    | 劉莉婷        |
| 2007 | 台視       | 神機妙算劉伯温 第七單元〈皇城龍虎鬥〉 | 江小翠        |
| 2008 | 台視       | 天上聖母媽祖（當時藝名為張若非）      | 秀枝          |
| 2008 | 台視       | 懷玉傳奇 千金媽祖                     | 如意          |
| 2008 | 三立台灣台 | 鳥來伯與十三姨之幸福白馬里            | 許美娟        |
| 2009 | 三立台灣台 | 真情滿天下                            | 蘇家琪        |
| 2010 | 央視       | 等到勝利那一天                        | 米蘭          |
| 2010 | 台視       | 家有四千金                            | 文汶          |
| 2011 | 大愛電視台 | 美味人生                              | 劉孔群        |
| 2011 | 大愛電視台 | 回家的路                              | 美玲          |
| 2012 | 民視       | 風水世家                              | 張佩琪        |
| 2012 | 大愛電視台 | 幸福好簡單                            | 賴淑茹 賴景純 |
| 2013 | 大愛電視台 | 手心外的天空                          | 陳秀淑        |
| 2013 | 民視       | 廉政英雄                              | 羅心彤 張雅庭 |
| 2014 | 大愛電視台 | 情牽萬里                              | 富美          |
| 2014 | 大愛電視台 | 光合一加一                            | 李淑華        |
| 2014 | 民視       | 龍飛鳳舞                              | 王寶釵        |
| 2015 | 民視       | 嫁妝                                  | 李姵琦        |
| 2016 | 民視       | 春花望露                              | 謝清秀        |

## 電影
| 上映年份 | 片名       | 飾 演  | 導 演  |
| 2012年   | 失控的蚊子 | 孫夢婷 | 吳得華 |
| 2012年   | Z-108棄城  | 女記者 | 錢人豪 |

## MV
- 2001年 孔令奇-妹妹
- 2002年 周渝民-愛在愛你

## 廣告代言
- 黛安芬好舒服戀愛胸罩
- 好樂迪形象廣告
- 健達繽紛樂巧克力
- 萊爾富和風涼麵系列
- 和信手機
- 7-11光合三明治
- 孔雀餅乾
- 麥當勞
- 柯達平面廣告
- MATCH汽車
- 服裝平面廣告

## 出版作品

### 平面雜誌
- COCO哈衣族
- 漂亮寶貝
- SUGAR雜誌
- FHM國際中文版
- 獨家報導
- 時報週刊
- 好樂迪雜誌

## 外部連結
- 文汶的Facebook專頁